# وادي عبان الاسفل (مذيخرة)

تعديل مصدري - تعديل

وادي عبان الاسفل محلة تابعة لقرية راوات، التابعة لعزلة الاشعوب بمديرية مذيخرة إحدى مديريات محافظة إب في الجمهورية اليمنية، بلغ تعداد سكانها 162 حسب تعداد اليمن لعام 2004.